# Finbarr O’Reilly

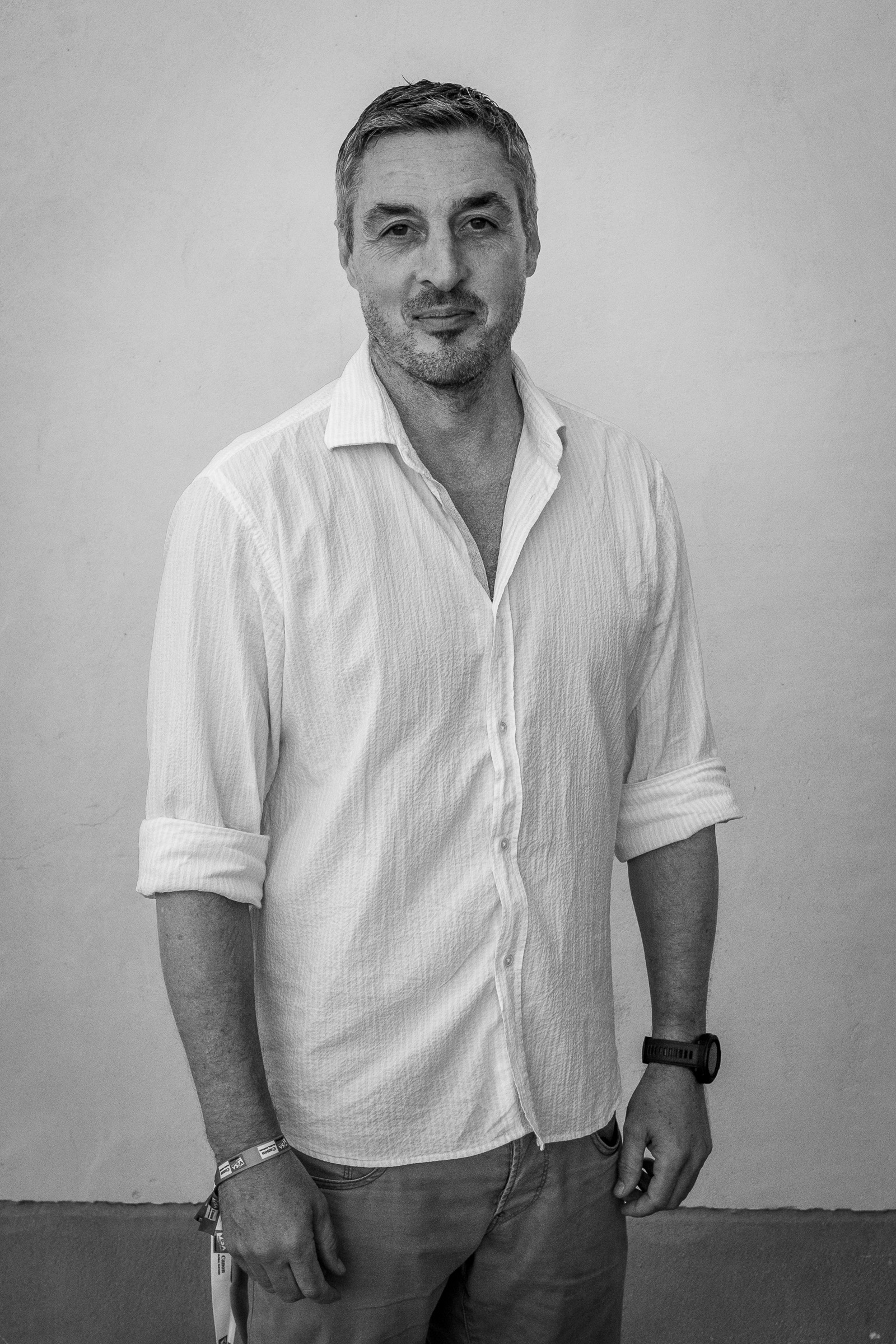
Finbarr O'Reilly (2022)

Finbarr O’Reilly (* 1971 in Swansea, Wales) ist ein kanadisch-britischer Journalist, Fotograf, Dokumentarfilmer und Autor.

## Leben
Finbarr O’Reilly wurde 1971 im walisischen Swansea geboren und verbrachte seine ersten Lebensjahre im irischen Dublin. Als er neun Jahre alt war, ließ sich seine Familie im kanadischen Vancouver nieder.
Nach einer einjährigen Backpacking-Reise durch Afrika studierte er ab 1994 an der staatlichen Ryerson University in Toronto.
Seine journalistische Karriere begann er als Kultur-Korrespondent bei der Tageszeitung The Globe and Mail. Später wechselte er zur National Post, wo er drei Jahre über Popkultur-, Musik- und Film-Themen schrieb. Im Oktober 2001 begann er eine Tätigkeit als freier Autor für Reuters in Kinshasa, Kongo. Im Anschluss wurde O’Reilly in Kigali, Ruanda, Reuters-Korrespondent für das Gebiet der Afrikanischen Großen Seen. Schrittweise ergänzte er seine Reportagen um eigene Fotos.
2003 war O’Reilly an der Entstehung der Dokumentarfilme The Ghosts of Lomako (als Co-Producer) und The Digital Divide (als Co-Regisseur und Kameramann) beteiligt. Im Anschluss wandte er sich nach einer Reise nach Darfur im Jahr 2004 verstärkt der Fotografie zu. Er wurde dann zum Chef-Fotografen von Reuters für West- und Zentralafrika befördert und koordinierte in dieser Funktion die Bildberichterstattung aus 24 afrikanischen Ländern.
Als Kriegsberichterstatter dokumentierte er unter anderem den Zweiten Kongokrieg, den Bürgerkrieg im Tschad, den Darfur-Konflikt und den Bürgerkrieg in Libyen 2011. Als Embedded Journalist war er zwischen 2008 und 2011 wiederholt im Krieg in Afghanistan im Einsatz. In Martyn Burkes mit einem Peabody Award ausgezeichneten Dokumentarfilm Under Fire: Journalists in Combat (2011), der sich den psychologischen Folgen der Kriegsberichterstattung widmete, kam O’Reilly neben weitere Kriegsreportern wie Chris Hedges, Jeremy Bowen oder Christina Lamb zu Wort.
Nach dem Tod seiner Kollegen Tim Hetherington und Chris Hondros in Libyen nahm O’Reilly sich ein Jahr Auszeit, um sich mit Psychologie und Traumata zu beschäftigen. Da seine Position in Afrika danach nicht mehr besetzt wurde, schickte ihn Reuters 2014 nach Israel, wovon sich O’Reilly zunächst eine vor allem psychisch weniger fordernde Tätigkeit erhoffte. Nach Beginn der Operation Protective Edge musste er jedoch aus dem Gazastreifen über die täglichen Angriffe berichten. Für O’Reilly war dies der „brutalste und ungleichste Krieg“, aus dem er je berichtet hatte. Dies ließ ihn an der Sinnhaftigkeit seiner Tätigkeit zweifeln. Einige Wochen später wurde er von Reuters aus Kostengründen entlassen.
O’Reilly war 2013 Harvard Nieman Fellow, 2014 Ochberg Fellow am Dart Center for Journalism and Trauma der Columbia University, 2015 Yale World Fellow an der Yale University, 2016 MacDowell Colony Fellow und Writer in Residence am Carey Institute for Global Good.
Gemeinsam mit dem ehemaligen U.S. Marine Thomas James Brennan, der ebenfalls traumatische Erlebnisse in Afghanistan hatte, verfasste O’Reilly das Sachbuch Shooting Ghosts. A U.S. Marine, a Combat Photographer, and Their Journey Back from War, welches im August 2017 bei Viking Books/Penguin Random House erschien.
Die Rückkehr zur Fotografie fiel O’Reilly nicht leicht; zunächst fotografierte er im Senegal Modeschauen. Im Jahr 2019 wurde O’Reilly vom norwegischen Nobelkomitee als Fotograf des Friedensnobelpreisträgers Abiy Ahmed ausgewählt und verantwortete in dieser Funktion die Bilder der Friedensnobelpreis-Ausstellung 2019.
Danach verbrachte er mehrere Monate im Ausbruchsgebiet der Ebolafieber-Epidemie 2018 bis 2020 und produzierte dabei für PBS Frontline den Dokumentarfilm Ebola In Congo über die Ärzte und Krankenpfleger, die in der DR Kongo den Ebolafieber-Ausbruch bekämpfen.
Während der COVID-19-Pandemie begann O’Reilly sein Projekt Congo in Conversation, mit dem er die Auswirkungen des COVID-19-Ausbruchs auf das Leben der Kongolesen dokumentieren will.
Für seine Arbeiten wurde O’Reilly mit mehreren Preisen ausgezeichnet, darunter dem Pressefoto des Jahres für sein Bild einer Mutter mit ihrem Kind, die während der Hungerkrise im Niger 2005 in einem Nothilfezentrum in Tahoua auf Nahrung warten. In diesem Zusammenhang wies O’Reilly mehrfach darauf hin, dass bereits das Pressefoto des Jahres 1974 von Ovie Carter die Hungersnot in der Sahelzone dokumentiert hatte, sich aber in den fast 30 Jahren zwischen diesen beiden Bildern nichts an der Situation der Menschen im Niger geändert hatte.
Finbarr O’Reilly lebt nach längeren Auslandsaufenthalten wieder in Dublin.

## Auszeichnungen (Auswahl)
- 2005: National Press Photographers Association – Honorable Mention
- 2006: World Press Photo, für das Pressefoto des Jahres 2005
- 2007: UNICEF Photo of the Year – Honorable Mention[17]
- 2010: National Press Photographers Association – Portrait, 1st Place
- 2011: National Press Photographers Association – International News Story, 3rd Place
- 2019: World Press Photo – World Photo Contest, Portraits, Singles, 1st Prize[18]
- 2020: Carmignac Photojournalism Award[19]

## Schrift
- mit Thomas James Brennan: Shooting Ghosts. A U.S. Marine, a Combat Photographer, and Their Journey Back from War. Viking Books/Penguin Random House, 2017, ISBN 978-0-399-56254-9.